# Fenomen (zespół muzyczny)
Fenomen – polski zespół hip-hopowy z warszawskich Jelonek, powstały w 1997 roku. Zespół zadebiutował utworem dołączonym do Hip-Hop Magazynu w styczniu 1999 r.
Na początku działali w szeregach podziemia warszawskiego. Tam też udzielali się w różnych projektach, m.in. na drugim krążku Płomienia 81 i Grammatika.
W latach 1999–2000 zespół nagrał dwa utwory do filmów: Blokersi oraz To my, rugbiści.
W 2001 roku wydali płytę Efekt, znaną z utworów „Szansa”, „Sensacja”, „Marzenia”, „Czas”. Ich pierwszą płytę wydał Blend Records. Została sprzedana w nakładzie 18 tysięcy egzemplarzy.
Następnym krokiem była płyta Sam na sam nagrana w 2003 roku, w Studiu S33 i wydana przez Blend Records. Płyta promowana była singlami „Ludzie przeciwko ludziom” oraz „To nie tak”.
W maju 2004 roku Fenomen wraz z WWO, Vieniem, Pelsonem i DJ-em 600V rozpoczęli trasę koncertową RBK Hip-Hop Tour 2004, która objęła 10 koncertów w największych miastach Polski. Trasa promowana była wspólnym teledyskiem i singlem „U ciebie w mieście”. Na płycie znalazł się utwór Fenomenu pod tytułem „Gdybyś tylko mógł”.
Nagrali single do płyt Road Hip Hop 2004 – „Jak nie teraz to kiedy?” i Road Hip Hop 2005 – „Na drugi raz”.
W styczniu 2007 grupa wydała nowy singel „Wracamy do gry”, promujący płytę Outsider wydaną 30 kwietnia 2007 roku. Równolegle z wydaniem ostatniej płyty, do sprzedaży trafiła powiązana z grupą marka odzieżowa Outsidewear.
W 2022 roku Ziaja wrócił do tworzenia muzyki pod pseudonimem Namaste, wydając dwa single „Hej wszechświecie” oraz „Zadra”.

## Dyskografia
Albumy
| Rok  | Album                                                            | Pozycja na liście | Sprzedaż        |
| Rok  | Album                                                            | POL               | Sprzedaż        |
| ---- | ---------------------------------------------------------------- | ----------------- | --------------- |
| 2001 | Efekt - Data: 1 czerwca 2001 - Wydawca: Blend Records            | 12                | - POL: 18 tys.+ |
| 2003 | Sam na sam - Data: 13 października 2003 - Wydawca: Blend Records | 5                 |                 |
| 2007 | Outsider - Data: 30 kwietnia 2007 - Wydawca: My Music            | 49                |                 |

Single oraz inne notowane utwory
| Rok                        | Tytuł                                                      | Pozycja na liście | Pozycja na liście | Album                        |
| Rok                        | Tytuł                                                      | SLiP              | 30 ton            | Album                        |
| -------------------------- | ---------------------------------------------------------- | ----------------- | ----------------- | ---------------------------- |
| 2001                       | „Sensacja”                                                 | 15                | –                 | Efekt                        |
| 2001                       | „Szansa” (gościnnie: Stefci)                               | 11                | –                 | Efekt                        |
| 2001                       | „Każdy ma chwile” – Grammatik oraz Leszek Możdżer, Fenomen | 14                | –                 | Blokersi (ścieżka dźwiękowa) |
| 2002                       | „Yelonky” (gościnnie: Endefis, Sztyku)                     | 22                | –                 | Efekt                        |
| 2003                       | „Ludzie przeciwko ludziom”                                 | 9                 | –                 | Sam na sam                   |
| 2003                       | „To nie tak”                                               | 30                | 15                | Sam na sam                   |
| 2004                       | „Sam na sam”                                               | 14                | –                 | Sam na sam                   |
| „–” utwór nie był notowany |                                                            |                   |                   |                              |

Inne
| Rok  | Utwór                                                                          | Album                                         | Źródło |
| ---- | ------------------------------------------------------------------------------ | --------------------------------------------- | ------ |
| 1999 | „Reprezentuje Warszawę” – Fenomen „Feno flota” – Fenomen                       | ...Wszystko w rodzinie (kompilacja)           | [ 13 ] |
| 2000 | „Trzymana sztama” – Fenomen                                                    | WuWuA 022 Vol.1 (kompilacja)                  | [ 14 ] |
| 2000 | „Jedna miłość bloki” – Rubato (gościnnie: Fenomen)                             | Prawdziwa gra                                 | [ 15 ] |
| 2000 | „Każdy ma chwile” – Grammatik (gościnnie: Fenomen)                             | Światła miasta                                | [ 16 ] |
| 2000 | „Dwulicowi ludzie” – Płomień 81 (gościnnie: Fenomen)                           | Nasze dni                                     | [ 17 ] |
| 2000 | „Szansa” – Fenomen                                                             | To my, rugbiści (ścieżka dźwiękowa)           | [ 18 ] |
| 2001 | „Myślę rapem” – Fenomen „Każdy ma chwile” – Grammatik, Leszek Możdżer, Fenomen | Blokersi (ścieżka dźwiękowa)                  | [ 19 ] |
| 2001 | „O życiu teksty” – Fenomen, Stefci                                             | Klan CD#15 (kompilacja)                       | [ 20 ] |
| 2001 | „Szansa” – Fenomen                                                             | Klan CD#16 (kompilacja)                       | [ 21 ] |
| 2002 | „Złośliwy uśmiech” – White House (gościnnie: Fenomen)                          | Kodex                                         | [ 22 ] |
| 2002 | „Sensacja” (L.A Remix) – Fenomen                                               | Klan CD#22 (kompilacja)                       | [ 23 ] |
| 2002 | „Waga słowa” – Pih (gościnnie: Fenomen)                                        | Boisz się alarmów... (Peiha solo album cz. I) | [ 24 ] |
| 2002 | „Sram na media” – O.S.T.R. (gościnnie: Maciej Orłoś, Fenomen, Spinache)        | Tabasko                                       | [ 25 ] |
| 2003 | „Ludzkie myśli” – Fenomen                                                      | Przedstawienie (kompilacja)                   | [ 26 ] |
| 2003 | „Historie” – Onar, O$ka (gościnnie: Fenomen)                                   | Wszystko co mogę mieć                         | [ 27 ] |
| 2003 | „Z krwi i kości” – Chada, Pih (gościnnie: Fenomen)                             | O nas dla was                                 | [ 28 ] |
| 2003 | „Powiedz...” – DJ 600V (gościnnie: Fenomen)                                    | 600°C                                         | [ 29 ] |
| 2003 | „Teksty” – Fenomen                                                             | Polski hiphop #02 (kompilacja)                | [ 30 ] |
| 2003 | „Powód do nienawiści” – Endefis (gościnnie: Fenomen, Natalia Lubrano)          | O tym, co widzisz na oczy                     | [ 31 ] |
| 2003 | „Jeden” – DJ Decks (gościnnie: Fenomen)                                        | Mixtape Vol. 3                                | [ 32 ] |
| 2003 | „Ludzie przeciwko ludziom” (Camey Remix) – Fenomen                             | Klan CD#33 (kompilacja)                       | [ 33 ] |
| 2003 | „Ludzie przeciwko ludziom” – Fenomen                                           | Klan CD#34 (kompilacja)                       | [ 34 ] |
| 2004 | „Gdybyś tylko mógł” – Fenomen                                                  | U ciebie w mieście (kompilacja)               | [ 35 ] |
| 2004 | „Słyszysz ten styl” – DJ 600V (gościnnie: Fenomen)                             | Style (operacja zrób to głośniej)             | [ 36 ] |
| 2004 | „Złośliwy uśmiech” – Fenomen                                                   | Popcorn – hip hop mania 3 (kompilacja)        | [ 37 ] |
| 2004 | „Jak nie teraz to kiedy?” – Fenomen                                            | Road hip hop 2004 (kompilacja)                | [ 38 ] |
| 2004 | „Spojrzenia na nas” – Pih (gościnnie: Fenomen, Dwie Asie)                      | Krew, pot i łzy                               | [ 39 ] |
| 2004 | „Dwulicowi ludzie” – Płomień 81, Fenomen                                       | To jest hip-hop Vol.1 (kompilacja)            | [ 40 ] |
| 2005 | „Ludzie przeciwko ludziom” – Fenomen „To nie tak” (Klip) – Fenomen             | Popcorn – hip hop mania 5 (kompilacja)        | [ 41 ] |
| 2005 | „Bezsilność” – Endefis (gościnnie: Fenomen, Stefci)                            | Być albo nie być                              | [ 42 ] |
| 2005 | „Na drugi raz” – Fenomen                                                       | Road hip hop 2005 (kompilacja)                | [ 43 ] |
| 2006 | „Zaklubować się na śmierć” – Pih (gościnnie: Fenomen)                          | Miazga / Hawajskie koszule II                 | [ 44 ] |
| 2006 | „Rap nas jednoczy” – MyNieMy (gościnnie: Fenomen)                              | Co złego to nie my                            | [ 45 ] |
| 2008 | „Dwulicowi ludzie” – Płomień 81, Fenomen                                       | Road hip-hop Classic 2008 (kompilacja)        | [ 46 ] |
| 2009 | „Z krwi i kości” – Chada, Pih (gościnnie: Fenomen)                             | Road rap hit vol.1 (kompilacja)               | [ 47 ] |
| 2010 | „Siedem” – W Zmowie (gościnnie: Fenomen, Pih, Rudy MRW, Stefci)                | Kilkaset słów, kilkaset sekund sławy          | [ 48 ] |

## Teledyski
| Rok  | Tytuł                      | Reżyseria/Realizacja | Album      | Źródło |
| ---- | -------------------------- | -------------------- | ---------- | ------ |
| 2001 | „Sensacja” (remix Magiery) | Dariusz Szermanowicz | Efekt      | [ 49 ] |
| 2002 | „Szansa”                   |                      | Efekt      | [ 50 ] |
| 2003 | „Yelonky”                  | Dariusz Szermanowicz | Efekt      | [ 51 ] |
| 2003 | „Ludzie przeciwko ludziom” | Dariusz Szermanowicz | Sam na sam | [ 52 ] |
| 2003 | „To nie tak”               |                      | Sam na sam | [ 53 ] |